# Fundulopanchax cinnamomeus
Fundulopanchax cinnamomeus es una especie de pez de agua dulce la familia de los notobránquidos en el orden de los ciprinodontiformes.

## Morfología
Los machos pueden alcanzar los 6 cm de longitud total.

## Distribución geográfica
Se encuentran en África: oeste del Camerún.